# Âge de pierre, âge d'abondance
Âge de pierre, âge d'abondance : l’économie des sociétés primitives (titre original anglais : Stone Age Economics) est un livre de Marshall Sahlins publié en 1972, et paru en 1976 aux éditions Gallimard pour la traduction française.
L'auteur tente de dresser le modèle économique des sociétés primitives (de l'âge de la pierre) en s'appuyant sur un matériel ethnologique de diverses régions du globe. Il déconstruit le mythe du « sauvage » luttant constamment pour sa subsistance en présentant au contraire les groupes de chasseurs-cueilleurs primitifs comme représentants de la « première société d'abondance (en) ». 
Il s'intéresse à l'aspect structurel de cette sous-production, aux organisations sociales et politiques qui conduisent à l'intensification de la production, à l'esprit du don, à la sociologie de l'échange primitif et finalement à la valeur de l'échange et sa portée diplomatique.

## Contenu

### Chapitre 1 - La première société d'abondance
Marshall Sahlins explique que la vision des peuples primitifs a été victime de l'ethnocentrisme occidental. Parce que les biens matériels des peuples primitifs sont peu nombreux, on en a déduit qu'ils vivaient dans le dénuement. Or, on peut atteindre l'abondance tout aussi bien en produisant beaucoup, qu'en désirant peu. Le chasseur n'a pas à refréner ses désirs, il n'a pas les besoins infinis que lui suppose la théorie économique classique. Il faut donc entendre l'abondance chez Sahlins comme la satisfaction des besoins socialement définis et par une sous-utilisation des ressources disponibles pour la production.
Les peuples de chasseurs-cueilleurs sont nomades. Si la rareté est le référentiel de la valeur portée par notre économie, la transportabilité d'un bien est un déterminant majeur de sa valeur pour ces peuples :

« Certains ethnographes prétendent au contraire que la quête de nourriture est si fructueuse que la plupart du temps les gens semblent ne pas trop savoir comment s'occuper. Mais le succès de cette recherche dépend de la mobilité du groupe, mobilité plus ou moins grande selon les cas, mais toujours suffisamment contraignante pour décourager toute velléité de possession. Et c'est littéralement que l'on peut dire du chasseur que sa richesse lui est un fardeau. »

Ainsi les chasseurs ne conservent pas de nourriture. En se déplaçant constamment, ils trouvent sans cesse un environnement riche sur lequel ils exercent une pression temporaire. Nombre d'anthropologues ont pu soutenir que les peuples primitifs n'obtenaient de quoi se nourrir qu'au prix d'un effort soutenu, ceci au mépris de sources ethnographiques diverses, qui permettent de supposer que le temps accordé à l'obtention de nourriture par les chasseurs-cueilleurs varie de 3 à 5h par jour.
Les chasseurs-cueilleurs cessent leur activité dès qu'ils ont trouvé de quoi se sustenter. En cas de bonne prise ils n'hésitent pas à chômer le jour suivant. Ils n'envisagent pas de faire des réserves. Cela s'oppose à la logique de prodigalité de ces groupes :

« Comme le fait remarquer Richard Lee (1969, p.75), l'accumulation et le stockage de la nourriture, activités parfaitement neutres du point de vue technique, sont, du point de vue moral, tout autre chose : c'est « accaparer », « thésauriser ». Le chasseur habile ou chanceux ne se constitue des réserves qu'au prix de son honneur, et s'il prodigue sa prise c'est au prix de l'effort qu'il a déployé en sus. De fait, toute tentative de stockage a pour effet de réduire la quantité globale de nourriture dont dispose une bande de chasseurs, car les besogneux se contenteront de rester au camp et de se nourrir de ce qu'auront amassé les autres, plus prévoyants. »

### Chapitre 2 - Le mode de production domestique: structure de la sous-production
Les économies primitives sont sous-productrices. Mais les besoins sont satisfaits bien que l'économie fonctionne en deçà de ses potentialités. Les membres de ces sociétés font le choix de ne pas développer entièrement le potentiel de leur environnement et de leur communauté.
|                                                |                  | Population (taille ou densité)        | Population (taille ou densité)   |                          |                          |
| Groupe                                         | Situation        | Réelle                                | Potentielle                      | Réelle / Potentielle (%) | Source                   |
|                                                |                  | (au mille carré [mi²] ou au km²)      | (au mille carré [mi²] ou au km²) |                          |                          |
| ---------------------------------------------- | ---------------- | ------------------------------------- | -------------------------------- | ------------------------ | ------------------------ |
| Naregu Chimbu                                  | Nouvelle-Guinée  | 288/km²                               | 453/km²                          | 64                       | Brown et Brookfield 1963 |
| Tsembaga (Maring)*                             | Nouvelle-Guinée  | 204 (population locale)               | 313-373                          | 55-65                    | Rappaport 1967           |
| Yagaw Hanaoo                                   | Philippines      | 30/km²                                | 48/km²                           | 63                       | Conklin 1957             |
| Lamet**                                        | Laos             | 2,9/km²                               | 11,7-14,4/km²                    | 20-25                    | Izikowitz 1951           |
| Iban                                           | Bornéo           | 23/mi² (Vallée du Sut) 14/mi² (Baleh) | 35-46/mi²                        | 50-66 (s) 30-40          | Freeman 1955             |
| Kuikuru                                        | Brésil           | 145 (village)                         | 2041                             | 7                        | Carneiro 1960            |
| Ndembu (chefferie Kanongesha)                  | Rhodésie du Nord | 3,17/mi²                              | 17-38/mi²                        | 8-19                     | Turner 1957              |
| W. Lala                                        | Rhodésie du Nord | < 3/mi²                               | 4/mi²                            | < 75                     | Allan 1965 : 114         |
| Swaka                                          | Rhodésie du Nord | < 4/mi²                               | 10+/mi²                          | < 40                     | Allan 1965 : 122-123     |
| Dogomba***                                     | Ghana            | 25-50/mi²                             | 50-60/mi²                        | 42-100                   | Allan 1965 : 240         |
| *, **, *** : voir détail Tableau 2.1, page 107 |                  |                                       |                                  |                          |                          |

Règle de Chayanov : la quantité de travail par travailleur croît proportionnellement au rapport nombre de travailleurs / nombre de consommateurs.
Chaque maisonnée produit de la nourriture dans le but d'atteindre l'autosuffisance, elle est productrice de valeur d'usage. Sahlins nomme ce type de production le mode de production domestique (MPD). Quand la coopération entre plusieurs maisonnées se fait jour, elle reste occasionnelle et ne transforme pas le schéma classique de production : « Elle demeure, très généralement, un fait technique qui ne trouve pas à s'actualiser socialement et indépendamment au niveau du contrôle économique ».
Le MPD se caractérise par trois éléments systématiquement associés : « une force de travail restreinte différenciée essentiellement en fonction du sexe, une technologie simple et des objectifs de production limités ». Ces critères ne permettent pas un développement accru d'une maisonnée sans se heurter à des contradictions internes ou des tensions externes qui ne se résoudront que dans le retour au statu quo. Le niveau conventionnel de production est donc fixé à un niveau tel que toute la maisonnée puisse l'atteindre. Le MPD pousse ainsi à une dispersion des maisonnées :

« La société primitive est fondée sur une singularité économique, sur une fragilité segmentaire qui favorise et amplifie les motifs locaux et particularisés de discorde et qui, en l'absence de tout mécanisme tendant à “maintenir la cohésion de la communauté en expansion”, accomplit et dénoue la crise par la fission. »

### Chapitre 3 - Le mode de production domestique: intensification de la production
L'ordre politique primitif se conçoit comme une extension de l'ordre de la parentalité qui étend ainsi le réseau de réciprocité et de prodigalité propre à la famille proche. Il permet ainsi de maintenir ensemble les maisonnées : « L'essentiel est dans cette négation politique de la tendance centrifuge qui caractérise le M.P.D. ».
Les systèmes de chefferies et de Big Man mélanésien poussent à une augmentation de la production. Pour gagner en reconnaissance, un chef doit se montrer généreux, ce qui le pousse à augmenter sa production afin de pouvoir se montrer prodigue. En quête de reconnaissance plusieurs individus peuvent être en concurrence pour le titre de chef et augmenter leur production domestique.

### Chapitre 4 - L'esprit du don
Cette partie est une discussion du concept de hau proposé par Marcel Mauss dans son Essai sur le don. Il revient sur les critiques et commentaires que Claude Lévi-Strauss, Firth et Johansen ont adressé au hau tel que défini par Mauss.
Pour Sahlins le hau est le symbole « [d']une société où la liberté de gagner aux dépens d'autrui n'est pas inscrite dans les relations et modalités de l'échange ». Il est le principe de fertilité inscrit dans les choses, leur crue matérielle, tout aussi bien celle de la forêt, que du don, de l'échange. Cette crue doit retourner à sa source. Cette règle se traduit par des rites sur le plan spirituel et par une réciprocité compulsive dans les échanges. Car à dégager des profits sur le don d'autrui, sans les lui rendre, on risque de susciter sa colère et de raviver la menace de la guerre : « Le don est Raison. C'est le triomphe de la rationalité humaine sur la déraison de la guerre ».
Sahlins rapproche à ce titre l'appréciation de la réciprocité par Mauss de celle de Hobbes, en tant que « mode primitif de la paix ». Les dons, les actes de réciprocité sont autant de « traités » de paix au sein d'une société primitive « en guerre avec la Guerre ». Les dons, les échanges ne sont pas seulement un moyen de faire circuler les biens matériels mais aussi fin en soi en ce qu'ils renforcent les liens sociaux : « tout échange comporte un coefficient de sociabilité et que l'appréhender en termes exclusivement matériels, c'est méconnaître cette dimension sociale qui est la sienne ».

### Chapitre 5 - De la sociologie de l'échange primitif
Le coefficient de sociabilité de l'échange varie en fonction de la proximité sociale des partenaires, en particulier de leur proximité généalogique :

« Le continuum de réciprocité que nous proposons à toutes fins utiles est donc défini par ses points extrêmes et médian, soit trois formes caractérisées - la réciprocité généralisée, le pôle de solidarité maximale ; la réciprocité équilibrée, le point médian ; enfin la réciprocité négative, le pôle de non-sociabilité maximale. »

Dans les sociétés primitives, la nourriture n'est pas un objet d'échange mais uniquement de don. Le statut de la nourriture n'est pas celui d'un bien ordinaire puisqu'il dispense la vie. Elle est donc un élément primordial dans les rituels et dans les mécanismes de sociabilité qu'elle sert à déclencher et entretenir.
Quand la monnaie apparaît ce n'est pas au sein des communautés primitives restreintes. Elle apparaît sur les bornes des groupes sociaux dans les relations intertribales, aux périphéries, lieu de réciprocité équilibrée.

### Chapitre 6 - Valeur d'échange et diplomatie du commerce primitif
Les échanges de biens sont le principal mode d'interaction entre les peuples primitifs. Mais même dans leurs relations commerciales, les partenaires ont tour à tour tendance à donner plus que ce que chacun conçoit comme l'équilibre de l'échange. C'est là un moyen d'ouvrir un crédit chez le partenaire. Crédit qui le pousse à revenir pour poursuivre les échanges et qui renforce la relation liant les deux individus :

« Comme l'a pressenti Alvin Gouldner (1960, p. 75), d'un point de vue beaucoup plus général, ce sont ces légers déséquilibres qui soutiennent et maintiennent la relation. Cette procédure de rupture momentanée d'équilibre, qui contraint l'hôte à rendre « au centuple » les « sollicitoires » du visiteur, n'est pas propre aux Andamans, mais de pratique courante en Mélanésie. »

Dans ce système ce ne sont pas des agents anonymes qui commercent mais bien de personnes. Il n'y a à ce titre pas de « concurrence » ou de « marché » dans le sens économique du terme. Chaque groupe détient en général un monopole dans le commerce d'un bien. Le taux d'échange de deux biens est déterminé par la coutume. Pourtant jamais l'échange ne se réalise strictement à ce taux, puisque les partenaires y surajoutent tour à tour un don qui pousse à la poursuite des échanges. C'est bien cette relation qui est caractéristique de la formation du prix dans les économies primitives : « L'analogue primitif du mécanisme des prix dans une économie de marché n'est pas le taux d'échange coutumier, c'est la relation coutumière d'échange ».